# Luis Bertoni Zambrano
Luis "Bertoni" Zambrano (* Portoviejo, Ecuador, 28 de noviembre de 1970). es un exfutbolista ecuatoriano que jugaba de delantero.

## Clubes
| Club               | País    | Año       |
| ------------------ | ------- | --------- |
| Juventud Italiana  | Ecuador | 1989      |
| Delfín SC          | Ecuador | 1990      |
| Green Cross        | Ecuador | 1991-1995 |
| Espoli             | Ecuador | 1996-1998 |
| Liga de Portoviejo | Ecuador | 1998      |
| Espoli             | Ecuador | 1999-2000 |
| Delfín SC          | Ecuador | 2001-2002 |
| Olmedo             | Ecuador | 2002      |
| Liga de Quito      | Ecuador | 2003      |
| Liga de Portoviejo | Ecuador | 2004      |
| Emelec             | Ecuador | 2005      |
| Liga de Portoviejo | Ecuador | 2005-2006 |
| Delfín SC          | Ecuador | 2007      |
| U.T.C              | Ecuador | 2008      |
| Deportivo Colón    | Ecuador | 2009      |
| Cristo Rey         | Ecuador | 2010      |

## Palmarés

### Campeonatos nacionales
| Título             | Club          | País    | Año  |
| ------------------ | ------------- | ------- | ---- |
| Serie A de Ecuador | Liga de Quito | Ecuador | 2003 |

### Distinciones individuales
| Distinción                        | Año  |
| --------------------------------- | ---- |
| Goleador de la Serie B de Ecuador | 1998 |